# Günther Meinhold

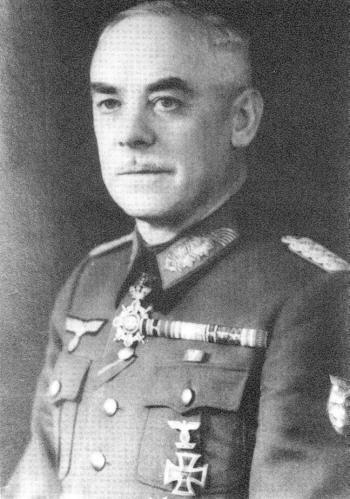
Generalmajor Günther Meinhold (ca. April 1942)

Günther Meinhold (* 12. Mai 1889 in Altdamm, Kreis Randow; † 21. Februar 1979 in Göttingen) war ein deutscher Generalmajor im Zweiten Weltkrieg, zuletzt 1944/1945 Festungskommandant der von der deutschen Wehrmacht besetzten Hafenstadt Genua und Kommandeur einer deutsch-italienischen Division („Kampfgruppe Meinhold“) dort. Vor Kriegsende verweigerte er die befohlene Sprengung der Hafen- und Industrieanlagen und verhandelte im April 1945 konspirativ mit der CLN Liguriens, mit der er am 25. April 1945 die Kapitulation seiner Truppen vereinbarte. Die dadurch – erstmals in einer europäischen Großstadt – vor dem Eintreffen der alliierten Truppen durch einheimische Kräfte erreichte Befreiung von deutscher Besatzung und die Verhinderung von weiteren Zerstörungen und Opfern von Menschenleben wird bis heute in Genua am jährlichen Tag der Befreiung Italiens öffentlich gewürdigt.

## Herkunft
Günther Meinhold wurde in Altdamm bei Stettin in Pommern geboren. Sein Vater Julius Philipp Bogislaw Meinhold (1844–1889) war Oberstabsarzt in der Preußischen Armee.

## Militärkarriere
Meinhold trat am 11. Januar 1908 als Fahnenjunker in das Infanterie-Regiment „von der Goltz“ (7. Pommersches) Nr. 54 der Preußischen Armee in Kolberg ein und avancierte bis Mitte Juli 1909 zum Leutnant. Nach Ausbruch des Ersten Weltkriegs wurde er im selben Regiment zunächst als Kompanieführer an der Ostfront eingesetzt und am 24. Juli 1915 zum Oberleutnant befördert. Von 29. Mai 1917 bis zum 12. November 1918 war Meinhold an der Westfront, stieg am 15. Juli 1918 zum Hauptmann auf und diente zuletzt als Bataillonsführer und Regimentsadjutant. Für sein militärisches Verhalten hatte man ihn mit beiden Klassen des Eisernen Kreuzes, dem Hamburger Hanseatenkreuz sowie dem Österreichischen Militärverdienstkreuz III. Klasse mit Kriegsdekoration ausgezeichnet.
Am 11. Juni 1920 wurde Meinhold aus dem Heer entlassen und trat am 22. Juni 1920 zur Schutzpolizei Berlin über. Er wurde zunächst als Hauptmann a. D. in den Polizeiverwaltungen München, Cottbus und Gleiwitz/Oberschlesien verwendet. Am 4. April 1928 wurde er zum Polizeimajor und nach seiner Übernahme in die preußische Landespolizei am 20. April 1935 zum Oberstleutnant der Landespolizei befördert.
Am 1. Oktober 1935 wurde Meinhold als Oberstleutnant in das Heer der Wehrmacht übernommen und Kommandeur des II. Bataillons des Infanterie-Regiments 50 in Küstrin. Am 1. August 1937 zum Oberst befördert, diente er im Stab des Infanterie-Regiments 50 in Landsberg an der Warthe und wurde am 10. November 1938 zum Kommandeur des Grenz-Infanterie-Regiments 122 in Meseritz ernannt.
Diese bei Beginn des Zweiten Weltkriegs in Infanterie-Regiment 122 umbenannte Einheit, die der neu gebildeten, von General der Infanterie Karl-Adolf Hollidt geführten 50. Infanterie-Division unterstellt war, führte Meinhold auch im Polen-, Balkan- und Russlandfeldzug der Wehrmacht über Odessa am Schwarzen Meer bis zur Halbinsel Krim, wo er auch an der Schlacht um die Festung Sewastopol beteiligt war. Am 1. April 1942 wurde er zum Generalmajor befördert und mit Rücksicht auf seine angegriffene Gesundheit ab dem 1. Juni 1942 bis Januar 1944 als Kampfkommandant in Dnjepropetrowsk und Kriwoij-Rog/Ukraine eingesetzt.

## Einsatz in Genua und Kapitulation

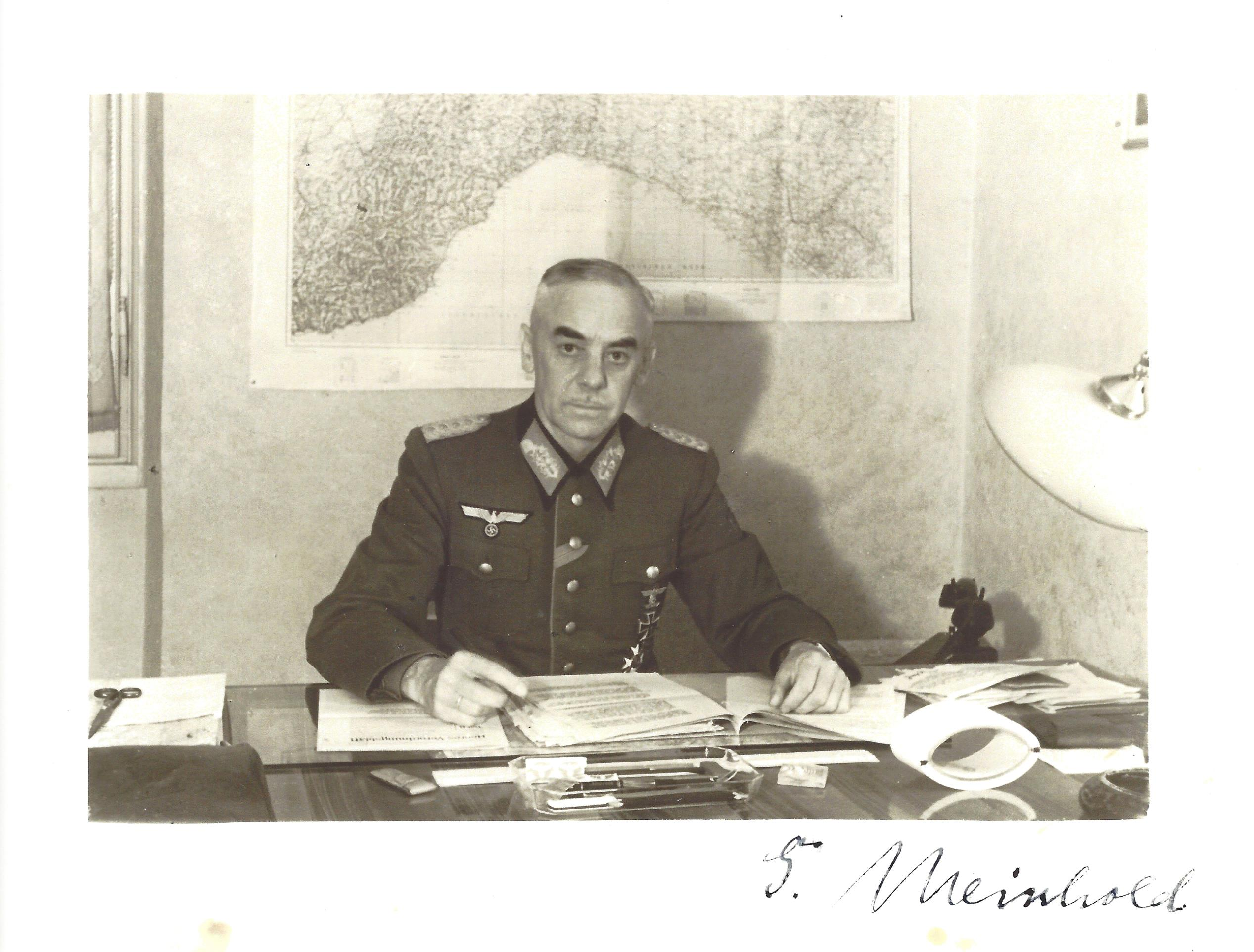
General Günther Meinhold vor einer Karte der Bucht von Genua (Jan. 1945)

Am 16. März 1944 wurde Meinhold als Festungskommandant nach Genua/Italien versetzt und übernahm dort ab 1. November 1944 Teile der 148. Infanterie-Division mit ihrem Gefechtsstand in Savignone, die als „Kampfgruppe Meinhold“ dem Armeekorps „Lombardia“ unter General der Artillerie Kurt Jahn unterstellt war und zu einer gemischt deutsch-italienischen Division mit Gebirgsartillerie umgeformt den Frontabschnitt Genua-La Spezia halten sollte. Für den Fall eines Aufstands der Bevölkerung oder eines alliierten Angriffs auf Genua hatte Hitler in einem sog. Z-Plan („Nero-Befehl“) die Zerstörung sämtlicher Industrie- und Hafenanlagen Genuas befohlen und bereits von Pionieren und Marineeinheiten für die Sprengungen vorbereiten lassen. Diese Pläne waren bei einigen betroffenen Betrieben durchgesickert und sorgten für zunehmende Beunruhigung in der Bevölkerung.
Als außerdem die willkürlichen Verhaftungen angeblicher Partisanen durch den auch in Genua rücksichtslos agierenden Sicherheitsdienst (SD) unter dem berüchtigten SS-Obersturmbannführer Friedrich Engel weiter zunahmen, wandten sich wiederholt der Genueser Medizinprofessor A. Giampalmo und dessen deutsche Ehefrau E. Müller hilfesuchend an Meinhold. Nachdem sie den General bei einer solchen Gelegenheit auch nachdrücklich auf die katastrophalen Folgen einer Sprengung der Hafenanlagen, insbesondere der für Genua existenziellen Außenmole hingewiesen hatten, versprach Meinhold, den Sprengungsbefehl nicht zu erteilen, sondern nach Möglichkeit zu unterbinden, sofern seine Soldaten nicht von Partisanen angegriffen würden.
Deshalb nahm Meinhold auf Vermittlung von Giampalmo Anfang April 1945 konspirativ Kontakt zu dessen Kollegen A. Romanzi auf, der als Vertrauensmann der Partisanen im CLN (Comitato di Liberazione Nazionale) Liguriens zunächst nur als „Stefano“ auftrat; mit diesem verhandelte Meinhold am 11., 17. und 23. April zunächst erfolgreich über ein Unterbleiben der Zerstörungen und ließ ihm über Prof. Giampalmo eine Karte vom Hafen mit Angabe der ggf. von den Partisanen zu entfernenden Sprengladungen zukommen; Im Gegenzug wurde ihm über Romanzi ein von den Partisanen ungestörter Abzug seiner Division zugesichert. Während die Etappe einschließlich der SD- und SS-Leute am 23. April abends noch ohne Angriffe der Partisanen aus Genua nach Norden abrücken konnte, kam der Abzugsbefehl des Armeekorps für die Kampfeinheiten in und um Genua zu spät, um noch rechtzeitig vor den bereits an der Stadt vorbei nach Norden vorgerückten Alliierten die deutschen Stellungen in der Po-Ebene erreichen zu können.
Daraufhin weihte Meinhold am 24. April seinen vertrauenswürdigen Generalstabsoffizier, Hauptmann Asmus, in seinen Entschluss ein, seine Soldaten nicht mehr in einem aussichtslos gewordenen Kampf „für Hitler“ opfern, sondern die Waffen strecken zu wollen. Sodann gab Meinhold den Befehl an seine Soldaten aus, keinesfalls die inzwischen offen auftretenden Partisanen anzugreifen, um keinen Kampf zu provozieren. Außerdem bestellte er über Giampalmo dringend den inzwischen bewährten Unterhändler Romanzi zu seinem Gefechtsstand in Savignone, der dort mit einem weiteren Partisanenvertreter in einem Sanitätsfahrzeug nach einer gefährlichen Fahrt zwischen den Fronten erst am 25. April früh eintraf. Romanzi übergab Meinhold einen Brief des Kardinals Boetto, in dem dieser den General um Schonung der Stadt Genua bat, sowie eine Verhandlungsvollmacht des CLN und schlug eine baldige Zusammenkunft mit deren Führern am neutralen Sitz des Kardinals in der Villa Migone im alten Stadtteil San Fruttuoso vor. Dies akzeptierte Meinhold und erklärte gegenüber Romanzi, dass er trotz seines Rückzugsbefehls und der weiterhin den Partisanen überlegene Kampfkraft seiner Truppen sowie der Einsatzbereitschaft der Gebirgsartillerie zur Vermeidung sinnloser Opfer und Zerstörungen nicht weiter „für Hitler kämpfen“ wolle. Sodann erläuterte er den versammelten Offizieren seines Gefechtsstands die militärisch aussichtslose Lage, verwarf ein ihm vorgeschlagenes Abwarten der alliierten Truppen oder einen Ausbruch einzeln oder in kleinen Gruppen als untauglich, und teilte nun seinen Entschluss mit, die Waffen niederzulegen, wofür er die volle Verantwortung übernehme. Dies wurde trotz der berüchtigten Pauschalermächtigung Hitlers, einen kapitulationsbereiten Vorgesetzten sofort zu verhaften oder notfalls zu erschießen, von seinen Offizieren akzeptiert.

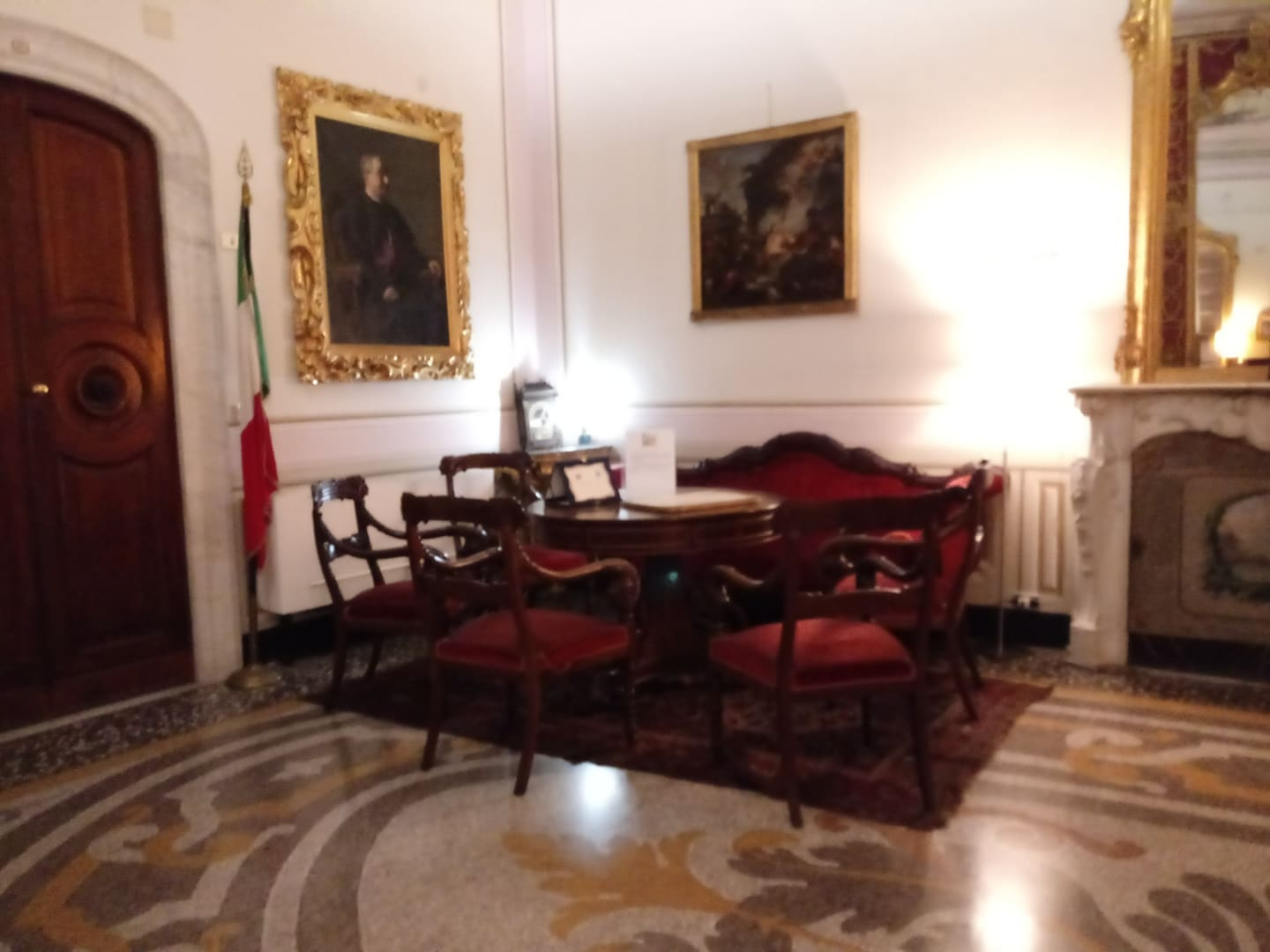
Raum der Kapitulations-unterzeichnung in der Villa Migone

Anschließend fuhr Meinhold mit Romanzi in dessen Sanitätswagen mit einer Serviette als Parlamentärsflagge, dahinter Hauptmann Asmus mit einem Dolmetscher und dem weiteren Partisanenvertreter im eigenen Wagen zurück nach Genua. Unterwegs konnten sie gemeinsam mehrere kritische Konfliktsituationen zwischen deutschen Einheiten und aufständischen Partisanen entschärfen; jedoch vermochte er es nicht, die Marineeinheiten unter dem Seekommandanten Kapitän zur See Max Berninghaus, die sich im Hafenbereich verschanzt hatten und heftige Kämpfe mit den Partisanen lieferten, zur Aufgabe zu bewegen.

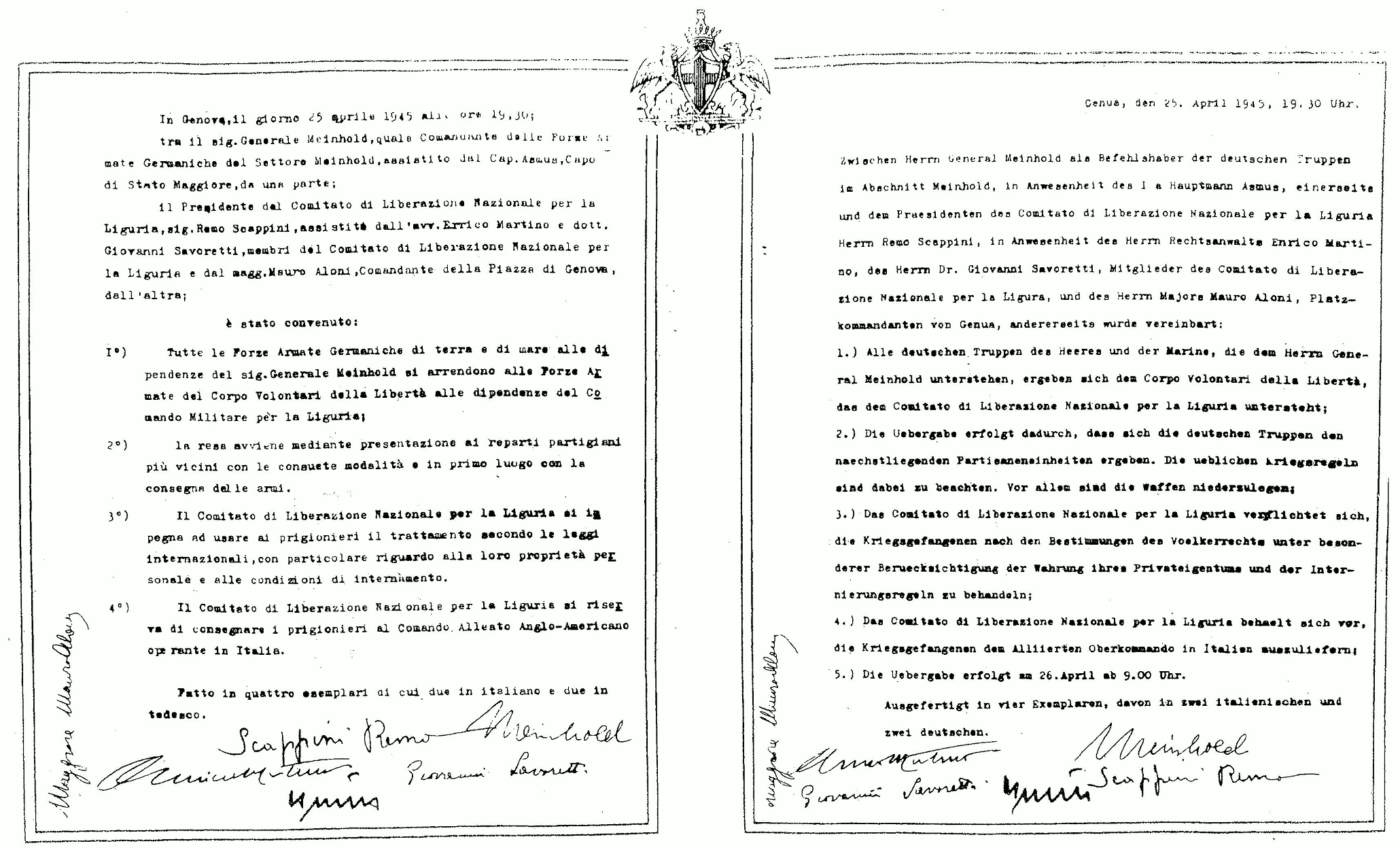
Kapitulationsvereinbarung vom 25. April 1945 in der Villa Migone (Genua)

Schließlich erreichten Meinhold und seine Begleitung am frühen Abend die Villa Mignone und wurde dort von Kardinal Boetto freundlich empfangen; dieser lud in seine Räumlichkeiten zu „Friedensverhandlungen“ ein, an denen er selbst als Kirchenmann jedoch nicht mitwirken könne. Ebenfalls eingetroffen waren die Repräsentanten der CLN Liguriens, die Herren Remo Scappini, Giovanni Savoretti, der Anwalt Errico Martino und der Platzkommandant Mauro Aloni. Meinhold, der ihnen zunächst einen nervösen und noch unentschlossenen Eindruck machte, erläuterte nunmehr seinen Entschluss, trotz seiner intakten und kampfbereiten Einheiten sowie der schweren Batterien im Gebirge die Waffen strecken zu wollen, um die Stadt und ihre Bewohner sowie auch die eigenen ca. 9000 Soldaten nicht mehr in einem offensichtlich verlorenen Krieg „für Hitler“ zu opfern. Dies nahmen die CLN-Vertreter erleichtert zur Kenntnis, so dass über die Übergabe-Modalitäten, insbesondere zur kriegsrechtlich korrekten Behandlung der Soldaten, rasch Einigkeit erzielt und die entsprechend zweisprachige Kapitulationsvereinbarung bereits gegen 19:30 Uhr allseits unterzeichnet werden konnte; das Dokument ist heute noch in der Villa Migone zu besichtigen.

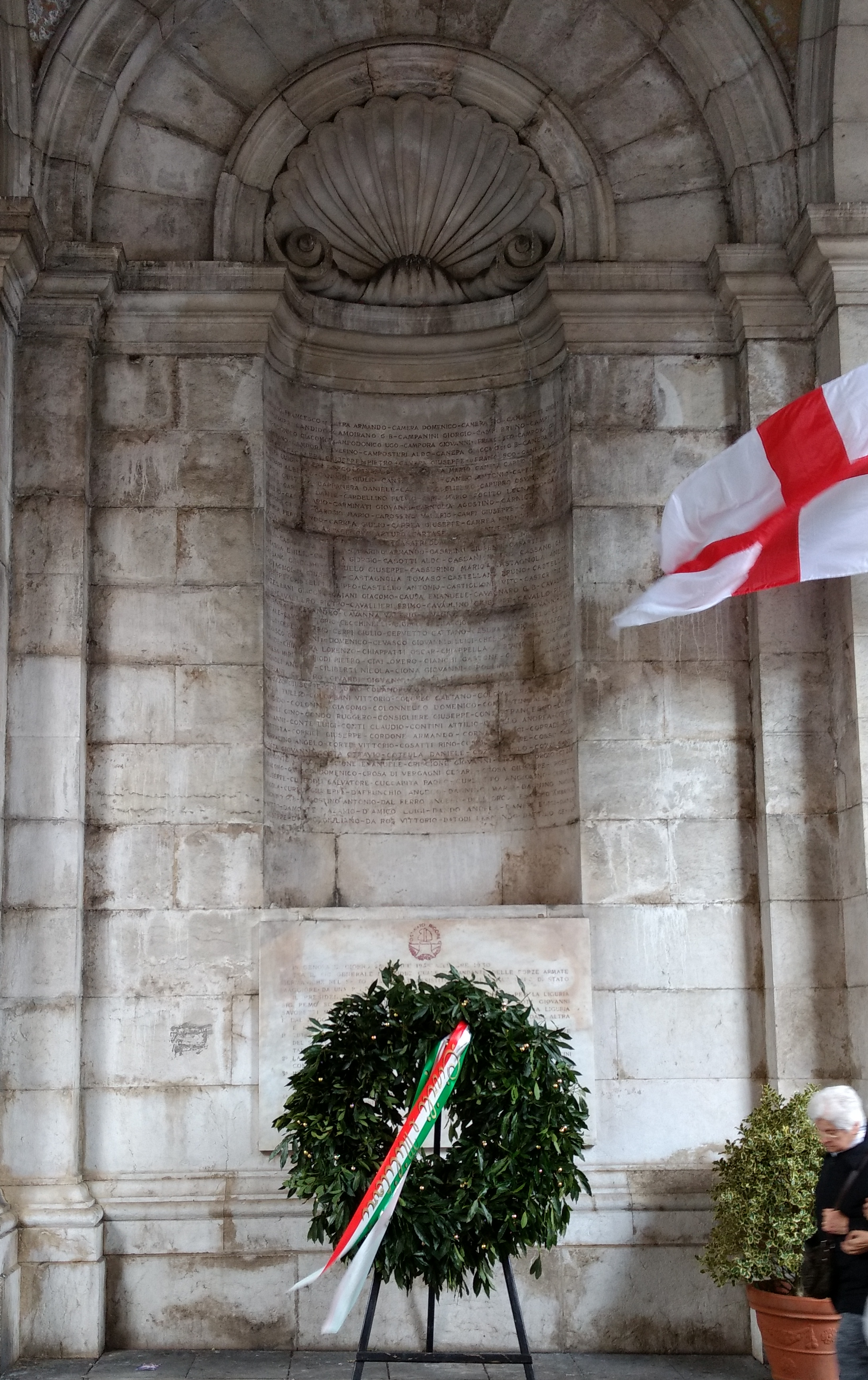
Gedenkstätte für die Opfer vor der Befreiung unter der monumentalen Brücke in der Via XX Settembre (Genua)

Anschließend gab Meinhold, der mit seiner Begleitung zunächst in der Villa Migone verblieb, den Befehl an seine Einheiten, ab dem 26. April 1945 den Kampf einzustellen. Nachdem dies sofort an das Führerhauptquartier gemeldet worden war, verkündete der deutsche Rundfunk das Todesurteil über Meinhold. Dieser wurde jedoch, nachdem er bereits in Gewahrsam der Partisanen war, von diesen gegen eigenmächtige Vollstreckungsversuche fanatischer Marineoffiziere, die die Übergabe zunächst weiter verweigerten, aber am Folgetag selbst kapitulieren mussten, geschützt. Die Partisanen feierten mit den Bewohnern Genuas ihre so glücklich selbst erreichte Befreiung von der deutschen Besatzung und übergaben Meinhold sowie die deutschen Soldaten nach dem Eintreffen der alliierten Truppen zwei Tage später an diese.
An diese Ereignisse wird an mehreren Gedenktafeln u. a. an der Villa Migone und unter der Ponte monumentale in der Via XX Settembre erinnert. Am 25. April jeden Jahres, dem offiziellen Tag der Befreiung, werden in einem Festakt in der Villa Migone die Verdienste des Generals Meinhold und seiner italienischen Verhandlungspartner für die Rettung der Stadt Genua gewürdigt. Bei dem Festakt am 25. April 2014 betonte der damalige Präsident des Europäischen Parlaments, Martin Schulz, ihre Bedeutung für die deutsch-italienische Aussöhnung und für die europäische Einigung.

## Nachkriegszeit

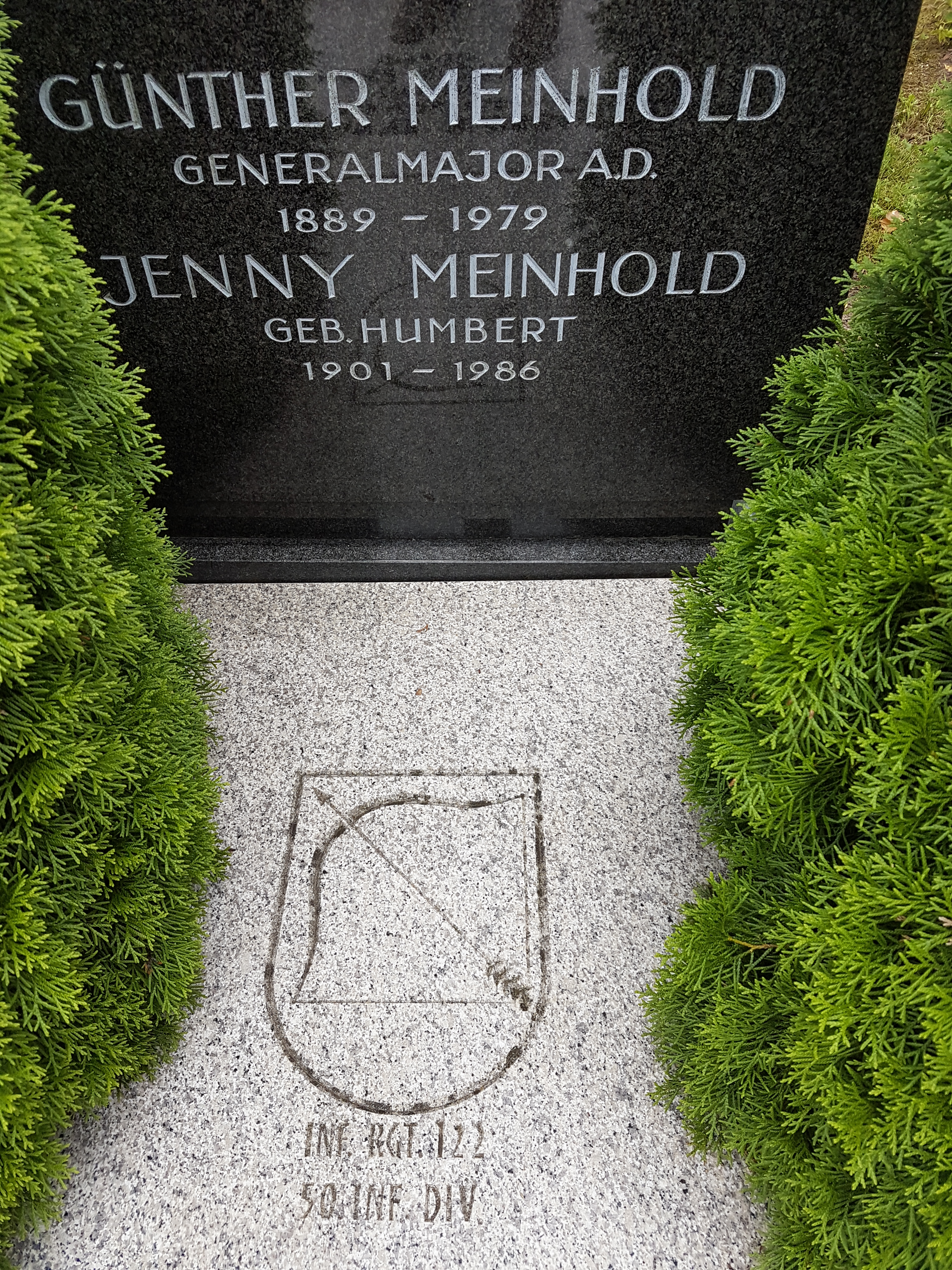
Grabstätte des Gen. Meinhold mit dem Abzeichen der 50. Inf.-Division

Meinhold war ab dem 30. April 1945 in verschiedenen Gefangenenlagern der US-Armee in Italien und Deutschland, zuletzt in Garmisch-Partenkirchen interniert und wurde als Zeuge im Nürnberger OKW-Prozess gegen Generaloberst Hollidt vernommen. Nach seiner Entlassung kehrte er am 26. Juni 1947 zu seiner Familie in Hardegsen nahe Göttingen zurück, wo er wegen seiner Kapitulation zunächst noch von einigen Mitbürgern angefeindet wurde. Bei seinen ehemaligen Soldaten wurde er jedoch wegen seiner verantwortungsvollen und fürsorglichen Haltung „Vater Meinhold“ genannt. Er war Mitbegründer und später Ehrenvorsitzender der Traditionsgemeinschaft der 50. Infanterie-Division und führend an der Schaffung der Divisionsgeschichte beteiligt. Auch das Divisionsdenkmal in Göttingen geht auf seine Initiative zurück. Sein Einsatz besonders für die Rettung Genuas und der ihm dort anvertrauten Soldaten wurde noch zu seinen Lebzeiten und anlässlich seines Todes am 21. Februar 1979 auch in seiner Heimat gewürdigt.

## Auszeichnungen
- Spange zum Eisernen Kreuz II. und I. Klasse (1939)
- Ostmedaille (1942)
- Krimschild Orden des Sternes von Rumänien mit Schwertern am Ringe in der Komturklasse
- Kriegsverdienstkreuz I. Klasse mit Schwertern
- Kommandeurskreuz des Kgl. rumänischen Ordens des Sternes mit Schwertern

## Schriften
- Das Infanterie-Regiment von der Goltz (7. Pomm.) Nr. 54 im Weltkriege. Erinnerungsblätter deutscher Regimenter, Verlag Gerhard Stalling, Oldenburg i. O. 1928.
- Die 50. Infanterie-Division 1939–1945. Eigenverlag des Traditionsverbands 50. Inf. Div., Augsburg 1965.
- maschinenschriftlicher Bericht des Generalmajor a.D. Günther Meinhold von 1949 über seinen Einsatz als Festungskommandant und später Divisionskommandeur in Genua 1944/45 und seine Kapitulation am 25. April 1945, archiviert im Bundesarchiv/Militärarchiv (BAMA) in Freiburg unter MSG 2/261, im Institut für Zeitgeschichte (IfZ) München unter www.ifz-muenchen.de/archiv/zs/zs-0103 sowie im Istituto ligure per la Storia della Resistenza e dell‘Eta (ILSREC), Genua, als zutreffend beglaubigt u. a. durch Frau E. Müller-Giampalmo.
- Günther Meinhold – Remo Scappini: Il generale e l’operaio: La Liberazione di Genova nei memoriali dei protagonisti. Istituto ligure per la Storia della Resistenza e dell’Età contemporanea (ILSREC), Genova 2009. Diese inzwischen vergriffene Broschüre enthält den von Frau E. Müller-Giampalmo ins Italienische übersetzten und vom ILSREC als korrekt bewerteten „Bericht Meinhold“ mit zahlreichen Abbildungen und weiteren Erläuterungen.